# Teke-Eboo jezik
Teke-Eboo jezik  (bamboma, boma, boo, boõ, central teke, eboo teke, eboom, iboo, teke-boma; ISO 639-3: ebo), nigersko-kongoanski jezik sjeverozapadne bantu skupine, kojim govori svega 20 400 pripadnika naroda Aboo u Kongu (2000), istočno od rijeke Congo, a glavnina u Demokratskoj Republici Kongo, u provinciji Bandundu.
Jedan je od 12 teke jezika.

## Vanjske poveznice
- Ethnologue (14th)
- Ethnologue (15th)